# Fritz Klauser (Wirtschaftspädagoge)
Fritz Klauser (* 18. September 1957 in Bottendorf; † 12. Januar 2018 in Göttingen) war ein deutscher Wirtschaftspädagoge und Hochschullehrer.

## Leben und Werk
Nach dem Abitur in Schulpforta 1976 nahm Klauser im selben Jahr das Studium der Wirtschaftspädagogik an der Humboldt-Universität zu Berlin auf. Dieses schloss er 1980 ab und wurde zunächst Berufsschullehrer für Wirtschaft in Gotha. 1984 kehrte er als Aspirant an die Humboldt-Universität zurück und schloss dort 1987 seine Promotion über die Methodologie der Gesetzeserkenntnis im Objektbereich der Unterrichtsmethodik ökonomischer Lehrgegenstände ab. Anschließend war Klauser bis 1989 als Oberassistent an der Hochschule für Ökonomie Berlin tätig. Nach einer kurzzeitigen Tätigkeit als wissenschaftlicher Mitarbeiter an der Akademie der Pädagogischen Wissenschaften der DDR von 1989 bis 1990 schloss sich Klauser nach deren Auflösung als wissenschaftlicher Mitarbeiter dem Seminar für Wirtschaftspädagogik der Universität Göttingen an. Dort habilitierte er sich im Januar 1997 und erhielt die Venia legendi für Wirtschaftspädagogik.
Es folgten Lehrstuhlvertretungen an der TU Chemnitz und der Universität Leipzig sowie Lehraufträge an der Universität Frankfurt am Main und der Gesamthochschule Kassel. 2000 wurde Klauser ordentlicher Professor  an der Universität Leipzig, wo er bis zu seinem Tod 2018 den Lehrstuhl für Berufs- und Wirtschaftspädagogik innehatte.
Seine Forschungsschwerpunkte lagen insbesondere beim Lernen und Lehren mit digitalen Medien, bei der Aus- und Weiterbildung von Fachkräften der Energie- und Wasserwirtschaft sowie der historischen Genese der kaufmännischen Bildung unter besonderer Berücksichtigung der Leipziger Entwicklungslinie.

## Schriften (Auswahl)
- Methodologie der Gesetzeserkenntnis im Objektbereich der Unterrichtsmethodik ökonomischer Lehrgegenstände und ihre Umsetzung bei der Erforschung und Darstellung invarianter Zusammenhänge. Universitätsverlag, Berlin 1987 (Dissertation).
- Problem-based learning. Ein curricularer und didaktisch-methodischer Ansatz zur innovativen Gestaltung der kaufmännischen Ausbildung. Leske und Budrich, Leverkusen 1998.
- Identitätsdynamik von Wirtschaftslehrerinnen und Wirtschaftslehrern in den neuen Bundesländern : eine Studie zur beruflichen Sozialisation im gesellschaftlichen Umbruchprozeß. Lang, Frankfurt am Main 1998, ISBN 978-3-631-33734-9 (Habilitationsschrift).
- mit Kim Hye-on: Analyse der Zielgruppen für ImpulsEC: Konzeption, Befunde und Diskussion. Universitätsverlag, Osnabrück 2003, ISBN 978-3-936475-06-7.
- mit Kim Hye-on: Grundlagen der Evaluation computer- und netzbasierter Lernangebote. Universitätsverlag, Osnabrück 2004, ISBN 978-3-936475-13-5.